# 포켓몬스터 DP의 에피소드 목록
다음은 일본의 애니메이션 《포켓몬스터》 시리즈 중 하나인 《포켓몬스터 DP》의 에피소드 목록이다.

## 목록
| 화수       | 제목                                               | 본방송일자 (일본)                                              | 방영순서 |
| ---------- | -------------------------------------------------- | -------------------------------------------------------------- | -------- |
| 1          | "새로운 모험! 신참 트레이너 나빛나!"               | 2006년 9월 28일 대한민국 내 방영 : 2007년 9월 10일 (1기 첫방)  | 469      |
| 2          | "202번 도로에서 피카츄를 찾아라!"                  | 2006년 9월 28일 대한민국 내 방영 : 2007년 9월 11일             | 470      |
| 3          | "새로운 라이벌 등장! 3 대 3 포켓몬 시합!"          | 2006년 9월 28일 대한민국 내 방영 : 2007년 9월 17일             | 471      |
| 4          | "팽도리 대 꼬몽울! 빛나의 첫 시합!"                | 2006년 10월 5일 대한민국 내 방영 : 2007년 9월 18일             | 472      |
| 5          | "모부기, 넌 내 거야!"                              | 2006년 10월 19일 대한민국 내 방영 : 2007년 10월 1일            | 473      |
| 6          | "환상의 숲! 진철, 다시 나타나다!"                  | 2006년 10월 26일 대한민국 내 방영 : 2007년 10월 2일            | 474      |
| 7          | "내 친구 팽도리는 참견쟁이!"                       | 2006년 11월 2일 대한민국 내 방영 : 2007년 10월 8일             | 475      |
| 8          | "삐딱구리! 못생겨서 죄송해요!"                     | 2006년 11월 9일 대한민국 내 방영 : 2007년 10월 9일             | 476      |
| 9          | "이어롤! 피카츄는 내 운명!"                        | 2006년 11월 16일 대한민국 내 방영 : 2007년 10월 15일           | 477      |
| 10         | "가짜 포켓치 대소동!"                              | 2006년 11월 30일 대한민국 내 방영 : 2007년 10월 16일           | 478      |
| 11         | "빛나, 포켓몬 콘테스트에 데뷔하다!!"               | 2006년 12월 7일 대한민국 내 방영 : 2007년 10월 22일            | 479      |
| 12         | "콘테스트 시합! 새로운 라이벌 등장!"               | 2006년 12월 14일 대한민국 내 방영 : 2007년 10월 23일           | 480      |
| 13         | "찌르꼬! 친구들을 구하라!"                         | 2006년 12월 21일 대한민국 내 방영 : 2007년 10월 30일           | 481      |
| 14         | "울보 꼬지지! 꼬지모로 진화하다!"                  | 2006년 12월 21일 대한민국 내 방영 : 2007년 11월 5일            | 482      |
| 15         | "무쇠체육관 시합! 진철 대 강석!"                   | 2007년 1월 11일 대한민국 내 방영 : 2007년 11월 6일             | 483      |
| 16         | "무쇠체육관 시합! 피카츄 대 두개도스!"             | 2007년 1월 18일 대한민국 내 방영 : 2007년 11월 12일            | 484      |
| 17         | "고대 포켓몬, 부활하다!"                           | 2007년 1월 25일 대한민국 내 방영 : 2007년 11월 13일            | 485      |
| 18         | "지우, 무쇠체육관에 다시 도전하다!"                | 2007년 2월 1일 대한민국 내 방영 : 2007년 11월 19일             | 486      |
| 19         | "파치리스는 아무도 못 말려!"                       | 2007년 2월 8일 대한민국 내 방영 : 2007년 11월 20일             | 487      |
| 20         | "포켓몬 사냥꾼 제이(J)!"                           | 2007년 2월 22일 대한민국 내 방영 : 2007년 11월 26일            | 488      |
| 21         | "가장 강한 잉어킹과 가장 예쁜 빈티나!"             | 2007년 3월 1일 대한민국 내 방영 : 2007년 11월 27일             | 489      |
| 22         | "콘테스트 시합! 에이팜 대 파치리스!"               | 2007년 3월 8일 대한민국 내 방영 : 2007년 12월 3일              | 490      |
| 23         | "비버니 마을을 지켜라!"                            | 2007년 3월 15일 대한민국 내 방영 : 2007년 12월 4일             | 491      |
| 24         | "포켓몬 시합! 지우 대 피카츄!"                     | 2007년 3월 29일 대한민국 내 방영 : 2007년 12월 10일            | 492      |
| 25         | "머플러맨 로즈레이드! 과수원을 지켜라!"            | 2007년 3월 29일 대한민국 내 방영 : 2007년 12월 11일            | 493      |
| 26         | "포켓몬 콘테스트! 꽃향기대회!"                     | 2007년 4월 5일 대한민국 내 방영 : 2007년 12월 17일             | 494      |
| 27         | "팽도리 대 팽태자! 리본은 누구에게~?!"             | 2007년 4월 5일 대한민국 내 방영 : 2007년 12월 18일             | 495      |
| 28         | "바람의 지배자, 전설의 포켓몬 스이쿤!"             | 2007년 4월 12일 대한민국 내 방영 : 2007년 12월 24일            | 496      |
| 29         | "지우와 빛나! 우리는 환상의 콤비!"                 | 2007년 4월 12일 대한민국 내 방영 : 2007년 12월 31일            | 497      |
| 30         | "영원의 숲! 도롱충이 진화 대작전!"                 | 2007년 4월 19일 대한민국 내 방영 : 2008년 1월 7일              | 498      |
| 31         | "모부기 대 모부기! 스피드 대결!"                   | 2007년 4월 26일 대한민국 내 방영 : 2008년 1월 8일              | 499      |
| 32         | "비퀸! 전설의 앰버성을 지켜라!"                    | 2007년 5월 3일 대한민국 내 방영 : 2008년 1월 14일              | 500      |
| 33         | "누가누가 잘하나! 포켓몬 흉내내기 대회!"           | 2007년 5월 10일 대한민국 내 방영 : 2008년 1월 15일             | 501      |
| 34         | "브이젤! 최강의 포켓몬이 되는 길!"                 | 2007년 5월 17일 대한민국 내 방영 : 2008년 1월 21일             | 502      |
| 35         | "사천왕 오엽과 동탁군!"                            | 2007년 5월 24일 대한민국 내 방영 : 2008년 1월 22일             | 503      |
| 36         | "여경 대 여경! 범인은 누가 잡을 것인가!"           | 2007년 5월 31일 대한민국 내 방영 : 2008년 1월 28일             | 504      |
| 37         | "영원체육관 시합! 유채 VS 지우!"                   | 2007년 6월 7일 대한민국 내 방영 : 2008년 1월 29일              | 505      |
| 38         | "두근두근! 알에서 태어난 핑복!"                    | 2007년 6월 21일 대한민국 내 방영 : 2008년 2월 4일              | 506      |
| 39         | "눈물이 방울방울! 포켓몬들의 우정!"                | 2007년 7월 5일 대한민국 내 방영 : 2008년 2월 11일              | 507      |
| 40         | "진철, 챔피언 난천에게 도전하다"                   | 2007년 7월 19일 대한민국 내 방영 : 2008년 2월 12일             | 508      |
| 41         | "빛나와 소망! 이중 퍼포먼스!"                      | 2007년 7월 26일 대한민국 내 방영 : 2008년 2월 18일             | 509      |
| 42         | "썬더라이! 포켓몬 훈련센터를 졸업하라!"            | 2007년 8월 9일 대한민국 내 방영 : 2008년 2월 25일              | 510      |
| 43         | "무우마직, 환상은 이제 그만!"                      | 2007년 8월 16일 대한민국 내 방영 : 2008년 2월 26일             | 511      |
| 44         | "히포포타스! 엄마 찾아 삼만리!"                    | 2007년 8월 23일 대한민국 내 방영 : 2008년 3월 3일              | 512      |
| 45         | "포켓몬 사냥꾼 제이! 방패톱스를 지켜라!"           | 2007년 8월 30일 대한민국 내 방영 : 2008년 3월 4일              | 513      |
| 46         | "미로에서 우왕좌왕! 다 함께 으랏차차!!"            | 2007년 9월 13일 대한민국 내 방영 : 2008년 3월 10일             | 514      |
| 47         | "미루와 모래두지, 감동의 재회!"                    | 2007년 9월 27일 대한민국 내 방영 : 2008년 3월 11일             | 515      |
| 스페셜     | "대한민국에서 미방영"                              | 대한민국에서 미방영                                            | 미방영   |
| 48         | "포켓몬 콘테스트! 연고대회!"                       | 2007년 10월 4일 대한민국 내 방영 : 2008년 3월 17일             | 516      |
| 49         | "지우와 진철! 라이벌이 파트너로!"                  | 2007년 10월 4일 대한민국 내 방영 : 2008년 3월 18일             | 517      |
| 50         | "불꽃숭이 대 쟝고! 운명의 대결!!"                  | 2007년 10월 18일 대한민국 내 방영 : 2008년 3월 24일            | 518      |
| 51         | "태그시합, 평온의 방울은 누구 손에?!"              | 2007년 10월 25일 대한민국 내 방영 : 2008년 3월 25일            | 519      |
| 52         | "불꽃숭이! 눈물이여, 안녕!"                        | 2007년 11월 8일 대한민국 내 방영 : 2008년 3월 31일 (1기 종방)  | 520      |
| 53         | "로이와 선인왕! 눈물의 이별!"                      | 2007년 11월 15일 대한민국 내 방영 : 2009년 1월 19일 (2기 첫방) | 521      |
| 54         | "에이팜과 브이젤! 나의 길을 가련다~!"              | 2007년 11월 22일 대한민국 내 방영 : 2009년 1월 20일            | 522      |
| 55         | "화강돌의 복수를 막아라!"                          | 2007년 11월 29일 대한민국 내 방영 : 2009년 1월 21일            | 523      |
| 56         | "비버통은 알고 있다! 무슨 일이 일어났는지!"        | 2007년 11월 29일 대한민국 내 방영 : 2009년 1월 22일            | 524      |
| 57         | "홍기와 대코파스! 우리는 하나"                     | 2007년 12월 6일 대한민국 내 방영 : 2009년 1월 23일             | 525      |
| 58         | "명탐정 마블과 렌트라! 보물을 지켜라!"             | 2007년 12월 13일 대한민국 내 방영 : 2009년 1월 26일            | 526      |
| 59         | "신수 유적의 안농! 제발 안녕!"                     | 2007년 12월 20일 대한민국 내 방영 : 2009년 1월 27일            | 527      |
| 60         | "포켓몬 콘테스트! 신수대회!"                       | 2007년 12월 20일 대한민국 내 방영 : 2009년 1월 28일            | 528      |
| 61         | "웅이의 엇갈린 사랑!"                              | 2008년 1월 10일 대한민국 내 방영 : 2009년 1월 29일             | 529      |
| 62         | "빛나! 베쓰의 온천을 지켜라!"                      | 2008년 1월 17일 대한민국 내 방영 : 2009년 1월 30일             | 530      |
| 63         | "글라이거! 지우의 새 친구 되다!"                   | 2008년 1월 24일 대한민국 내 방영 : 2009년 2월 2일              | 531      |
| 64         | "파치리스! 하마돈의 입 안으로 골인!"               | 2008년 1월 31일 대한민국 내 방영 : 2009년 2월 3일              | 532      |
| 65         | "루카리오! 분노의 파동탄!"                         | 2008년 2월 7일 대한민국 내 방영 : 2009년 2월 4일               | 533      |
| 66         | "빛나! 체육관 시합에 데뷔하다!"                    | 2008년 2월 14일 대한민국 내 방영 : 2009년 2월 5일              | 534      |
| 67         | "장막체육관 시합! 지우 VS 자두!"                   | 2008년 2월 28일 대한민국 내 방영 : 2009년 2월 6일              | 535      |
| 68         | "멋쟁이 패션! 그들의 정체는 갤럭시단!"             | 2008년 3월 6일 대한민국 내 방영 : 2009년 2월 9일               | 536      |
| 69         | "애교대장! 랑딸랑 길들이기!"                       | 2008년 3월 13일 대한민국 내 방영 : 2009년 2월 10일             | 537      |
| 70         | "포켓몬 레인저! 리오르를 구하라! (전편)"           | 2008년 3월 20일 대한민국 내 방영 : 2009년 2월 11일             | 538      |
| 71         | "포켓몬 레인저! 리오르를 구하라! (후편)"           | 2008년 3월 20일 대한민국 내 방영 : 2009년 2월 12일             | 539      |
| 72         | "사랑 찾은 독케일! 로사여안녕!"                    | 2008년 4월 3일 대한민국 내 방영 : 2009년 2월 13일              | 540      |
| 73         | "피카츄! 라이츄로 진화할까 말까?!"                 | 2008년 4월 3일 대한민국 내 방영 : 2009년 2월 16일              | 541      |
| 74         | "콘테스트 마스터! 슈퍼스타 윤진!"                  | 2008년 4월 17일 대한민국 내 방영 : 2009년 2월 17일             | 542      |
| 75         | "일곱별 레스토랑! 태그시합에서 이기면 풀코스!"     | 2008년 4월 24일 대한민국 내 방영 : 2009년 2월 18일             | 543      |
| 76         | "윤진컵에서는 모두모두 라이벌!"                    | 2008년 5월 8일 대한민국 내 방영 : 2009년 2월 19일              | 544      |
| 77         | "윤진컵! 결승전에 오르는 것은 누구?"               | 2008년 5월 8일 대한민국 내 방영 : 2009년 2월 20일              | 545      |
| 78         | "윤진컵 결승전! 빛나 대 봄이!"                     | 2008년 5월 15일 대한민국 내 방영 : 2009년 2월 23일             | 546      |
| 79         | "왕자리 잡기 대작전!"                              | 2008년 5월 22일 대한민국 내 방영 : 2009년 2월 24일             | 547      |
| 80         | "불꽃숭이! 뜨거운 불꽃 작렬!"                      | 2008년 5월 29일 대한민국 내 방영 : 2009년 2월 25일             | 548      |
| 81         | "삐딱구리 축제! 챔피언은 누구?"                    | 2008년 6월 5일 대한민국 내 방영 : 2009년 2월 26일              | 549      |
| 82         | "들판체육관! 지우 VS 맥실러!"                      | 2008년 6월 19일 대한민국 내 방영 : 2009년 2월 27일             | 550      |
| 83         | "먹보대장! 꾸꾸리 좀 말려줘요!"                    | 2008년 7월 3일 대한민국 내 방영 : 2009년 3월 2일               | 551      |
| 84         | "글라이거! 뜨거운 우정으로 진화하다!"              | 2008년 7월 3일 대한민국 내 방영 : 2009년 3월 3일               | 552      |
| 85         | "연고컬렉션! 포켓몬 스타일리스트의 길!"            | 2008년 7월 10일 대한민국 내 방영 : 2009년 3월 4일              | 553      |
| 86         | "고라파덕! 길을 비켜라!"                           | 2008년 7월 24일 대한민국 내 방영 : 2009년 3월 5일              | 554      |
| 87         | "신나는 포켓몬 여름학교!"                          | 2008년 8월 7일 대한민국 내 방영 : 2009년 3월 6일               | 555      |
| 88         | "호수의 전설! 네오라이트의 빛!"                    | 2008년 8월 14일 대한민국 내 방영 : 2009년 3월 9일              | 556      |
| 89         | "한 여름밤의 담력 훈련!"                           | 2008년 8월 21일 대한민국 내 방영 : 2009년 3월 10일             | 557      |
| 90         | "마지막 승부! 포켓몬 철인 3종 경기!"               | 2008년 8월 28일 대한민국 내 방영 : 2009년 3월 11일             | 558      |
| 91         | "로켓단! 초심으로 돌아가라!"                       | 2008년 9월 4일 대한민국 내 방영 : 2009년 3월 12일              | 559      |
| 92         | "춤추는 체육관 관장! 멜리사 등장!"                 | 2008년 9월 11일 대한민국 내 방영 : 2009년 3월 13일             | 560      |
| 93         | "빛나와 지우! 파치리스를 간호하라!"                | 2008년 9월 25일 대한민국 내 방영 : 2009년 3월 16일             | 561      |
| 94         | "빛나! 엄마의 라이벌을 만나다!"                    | 2008년 9월 25일 대한민국 내 방영 : 2009년 3월 17일             | 562      |
| 95         | "갤럭시단! 다시 나타나다! (전편)"                  | 2008년 10월 2일 대한민국 내 방영 : 2009년 3월 18일             | 563      |
| 96         | "갤럭시단! 다시 나타나다! (후편)"                  | 2008년 10월 2일 대한민국 내 방영 : 2009년 3월 19일             | 564      |
| 97         | "목도리 괴물의 정체를 밝혀라!"                     | 2008년 10월 16일 대한민국 내 방영 : 2009년 3월 20일            | 565      |
| 98         | "사천왕 충호! 만남과 이별의 숲!"                   | 2008년 10월 23일 대한민국 내 방영 : 2009년 3월 23일            | 566      |
| 99         | "모부기와 토대부기! 포켓몬의 의리!"                | 2008년 10월 30일 대한민국 내 방영 : 2009년 3월 24일            | 567      |
| 100        | "자신만만 트레이너 용식!"                          | 2008년 11월 6일 대한민국 내 방영 : 2009년 3월 25일             | 568      |
| 101        | "연고체육관 시합! 지우 VS 멜리사"                  | 2008년 11월 13일 대한민국 내 방영 : 2009년 3월 26일            | 569      |
| 102        | "나옹, 밥이냐 의리냐 그것이 문제로다!"             | 2008년 11월 20일 대한민국 내 방영 : 2009년 3월 27일            | 570      |
| 103        | "다크라이 VS 크레세리아"                           | 2008년 12월 4일 대한민국 내 방영 : 2009년 3월 30일             | 571      |
| 104        | "숲의 양갱과 장난꾸러기 로토무!"                   | 2008년 12월 4일 대한민국 내 방영 : 2009년 3월 31일 (2기 종방)  | 572      |
| 105        | "포켓몬과 친해지는 방법!"                          | 2008년 12월 11일 대한민국 내 방영 : 2009년 9월 21일 (3기 첫방) | 573      |
| 106        | "아버지와 아들! 피는 물보다 진하다!!"              | 2008년 12월 18일 대한민국 내 방영 : 2009년 9월 22일            | 574      |
| 107        | "운하체육관 시합! 지우 VS 동관"                    | 2008년 12월 25일 대한민국 내 방영 : 2009년 9월 23일            | 575      |
| 108        | "고래왕자! 친구 찾아 삼만리!"                      | 2009년 1월 8일 대한민국 내 방영 : 2009년 9월 28일              | 576      |
| 109        | "루카리오와 파동술사 현이"                         | 2009년 1월 15일 대한민국 내 방영 : 2009년 9월 29일             | 577      |
| 110        | "강철섬의 유적을 찾아라!"                          | 2009년 1월 22일 대한민국 내 방영 : 2009년 9월 30일             | 578      |
| 111        | "피카츄, 테오키스와 우정을 나누다!"                | 2009년 1월 29일 대한민국 내 방영 : 2009년 10월 5일             | 579      |
| 112        | "피오네, 사랑에 울고 친구에 웃고!!"                | 2009년 2월 5일 대한민국 내 방영 : 2009년 10월 6일              | 580      |
| 113        | "포켓몬 콘테스트! 으름대회!"                       | 2009년 2월 12일 대한민국 내 방영 : 2009년 10월 7일             | 581      |
| 114        | "와일드 여경과 파트너 페라페!"                     | 2009년 2월 19일 대한민국 내 방영 : 2009년 10월 12일            | 582      |
| 115        | "눈여아! 사람을 믿어라!!"                          | 2009년 2월 26일 대한민국 내 방영 : 2009년 10월 13일            | 583      |
| 116        | "로켓단 해산!?"                                    | 2009년 3월 5일 대한민국 내 방영 : 2009년 10월 14일             | 584      |
| 117        | "포켓링 대회! 하늘의 대혈투!"                      | 2009년 3월 5일 대한민국 내 방영 : 2009년 10월 19일             | 585      |
| 118        | "빛나와 맘모꾸리! 마음이 통하다!"                  | 2009년 3월 26일 대한민국 내 방영 : 2009년 10월 20일            | 586      |
| 스페셜     | "대한민국에서 미방영"                              | 대한민국에서 미방영                                            | 미방영   |
| 119        | "외로운 눈쓰개! 친구가 필요해!"                    | 2009년 4월 2일 대한민국 내 방영 : 2009년 10월 21일             | 587      |
| 120        | "팽도리!! 난 진화하고 싶지 않아!!"                 | 2009년 4월 2일 대한민국 내 방영 : 2009년 10월 26일             | 588      |
| 121        | "포켓몬 콘테스트 골무꽃대회!"                      | 2009년 4월 16일 대한민국 내 방영 : 2009년 10월 27일            | 589      |
| 122        | "겟핸보숭! 새로운 길을 떠나다!"                    | 2009년 4월 23일 대한민국 내 방영 : 2009년 10월 28일            | 590      |
| 123        | "포켓몬! 중요한 건 마음이다!"                      | 2009년 4월 30일 대한민국 내 방영 : 2009년 11월 2일             | 591      |
| 124        | "포켓몬 트레이너스쿨! 무청 선생님!"                | 2009년 5월 7일 대한민국 내 방영 : 2009년 11월 3일              | 592      |
| 125        | "선단체육관, 얼음 시합!"                           | 2009년 5월 14일 대한민국 내 방영 : 2009년 11월 4일             | 593      |
| 126        | "배틀 피라미드! 진철 VS 기선!"                     | 2009년 5월 21일 대한민국 내 방영 : 2009년 11월 9일             | 594      |
| 127        | "분노의 레지기가스! 잠에서 깨어나다!"              | 2009년 5월 28일 대한민국 내 방영 : 2009년 11월 10일            | 595      |
| 128        | "전룡! 피카츄를 구하라!"                           | 2009년 6월 4일 대한민국 내 방영 : 2009년 11월 11일             | 596      |
| 129        | "풀배틀! 진철 VS 지우 (전편)"                      | 2009년 6월 11일 대한민국 내 방영 : 2009년 11월 17일            | 597      |
| 130        | "풀배틀! 진철 VS 지우 (후편)"                      | 2009년 6월 18일 대한민국 내 방영 : 2009년 11월 18일 (3기 종방) | 598      |
| 131        | "전설의 포켓몬, 유크시의 그림자!"                  | 2009년 6월 25일 대한민국 내 방영 : 2010년 2월 22일 (4기 첫방)  | 599      |
| 132        | "숲의 왕자! 덩쿠림보!"                             | 2009년 7월 2일 대한민국 내 방영 : 2010년 2월 23일              | 600      |
| 133        | "전원 출동! 신오 포켓몬 허슬!"                     | 2009년 7월 9일 대한민국 내 방영 : 2010년 2월 24일              | 601      |
| 134        | "천관산의 유적, 갤럭시단의 음모!"                  | 2009년 7월 23일 대한민국 내 방영 : 2010년 3월 1일              | 602      |
| 135        | "사랑의 라이벌, 팽도리 VS 에레키드!!"              | 2009년 8월 6일 대한민국 내 방영 : 2010년 3월 2일               | 603      |
| 136        | "빛나 VS 엄마, 모녀의 한판 승부!"                  | 2009년 8월 13일 대한민국 내 방영 : 2010년 3월 3일              | 604      |
| 137        | "오박사 구하기 대작전!"                            | 2009년 8월 20일 대한민국 내 방영 : 2010년 3월 8일              | 605      |
| 138        | "네이티와 네이티오! 신비한 숲에서!"                | 2009년 8월 27일 대한민국 내 방영 : 2010년 3월 9일              | 606      |
| 139        | "포켓몬 배틀대회! 타워타이쿤 VS 지우"              | 2009년 9월 3일 대한민국 내 방영 : 2010년 3월 10일              | 607      |
| 140        | "토게피를 믿지 마세요!"                            | 2009년 9월 10일 대한민국 내 방영 : 2010년 3월 15일             | 608      |
| 141        | "성도페스타! 치코리타와 리아코 등장!!"             | 2009년 9월 17일 대한민국 내 방영 : 2010년 3월 16일             | 609      |
| 142        | "골짜기 발전소! 우리는 하나!"                      | 2009년 9월 17일 대한민국 내 방영 : 2010년 3월 17일             | 610      |
| 143        | "딥상어동! 넌 내 거다~!!"                          | 2009년 10월 1일 대한민국 내 방영 : 2010년 3월 22일             | 611      |
| 144        | "포켓몬 콘테스트! 수련 대회!!"                     | 2009년 10월 1일 대한민국 내 방영 : 2010년 3월 23일             | 612      |
| 145        | "지우와 빛나! 이별의 태그 시합!"                   | 2009년 10월 15일 대한민국 내 방영 : 2010년 3월 24일            | 613      |
| 146        | "어둠의 돌과 남매의 화해!"                         | 2009년 10월 22일 대한민국 내 방영 : 2010년 3월 29일            | 614      |
| 147        | "팽도리와 피카츄! 사랑에 빠지다?!"                 | 2009년 10월 29일 대한민국 내 방영 : 2010년 3월 30일            | 615      |
| 148        | "빨간 쇠사슬! 갤럭시단의 음모!"                    | 2009년 11월 5일 대한민국 내 방영 : 2010년 3월 31일             | 616      |
| 149        | "아그놈, 유크시, 엠라이트!"                        | 2009년 11월 12일 대한민국 내 방영 : 2010년 4월 5일             | 617      |
| 150        | "디아루가와 펄기아! 최후의 싸움!"                  | 2009년 11월 12일 대한민국 내 방영 : 2010년 4월 6일             | 618      |
| 151        | "로이의 위험한 보물상자!!"                         | 2009년 11월 26일 대한민국 내 방영 : 2010년 4월 7일             | 619      |
| 152        | "에어 배틀 마스터의 등장! 글라이온 VS 핫삼"        | 2009년 12월 3일 대한민국 내 방영 : 2010년 4월 12일             | 620      |
| 153        | "더블 배틀! 맘모꾸리와 브케인!"                    | 2009년 12월 10일 대한민국 내 방영 : 2010년 4월 13일            | 621      |
| 154        | "딥상어동과 용성군!"                               | 2009년 12월 17일 대한민국 내 방영 : 2010년 4월 14일            | 622      |
| 155        | "딥상어동! 넌 내 거다~!!"                          | 2009년 12월 24일 대한민국 내 방영 : 2010년 4월 19일            | 623      |
| 156        | "자포코일과 메타그로스가 뿔났다!"                  | 2010년 1월 7일 대한민국 내 방영 : 2010년 4월 20일              | 624      |
| 157        | "냉동펀치를 완성하라! 브이젤 VS 마임맨"            | 2010년 1월 14일 대한민국 내 방영 : 2010년 4월 21일             | 625      |
| 158        | "포켓슬론! 잠만보 VS 피카츄!"                      | 2010년 1월 21일 대한민국 내 방영 : 2010년 4월 26일             | 626      |
| 159        | "포켓몬 콘테스트! 산파대회!"                       | 2010년 1월 28일 대한민국 내 방영 : 2010년 4월 27일             | 627      |
| 160        | "더블 배틀! 플러시와 마이농 VS 맘모꾸리와 브케인!" | 2010년 2월 4일 대한민국 내 방영 : 2010년 4월 28일 (4기 종방)   | 628      |
| 161        | "폭발적인 진화! 초염몽"                            | 2010년 2월 11일 대한민국 내 방영 : 2010년 10월 25일 (5기 첫방) | 629      |
| 162        | "팽도리! 오해와 화해 사이에서!!"                   | 2010년 2월 18일 대한민국 내 방영 : 2010년 10월 26일            | 630      |
| 163        | "사천왕 대엽과 물가체육관 관장, 전진"              | 2010년 2월 25일 대한민국 내 방영 : 2010년 10월 27일            | 631      |
| 164        | "물가타워 로켓단 지부로 변하다?!"                  | 2010년 3월 4일 대한민국 내 방영 : 2010년 11월 3일              | 632      |
| 165        | "바닷가의 포켓몬 코디네이터 스쿨"                  | 2010년 3월 11일 대한민국 내 방영 : 2010년 11월 4일             | 633      |
| 166        | "포켓몬 레인저!! 히드런 보호 대작전!!"             | 2010년 3월 18일 대한민국 내 방영 : 2010년 11월 10일            | 634      |
| 167        | "쉐이미!날아라, 하늘 저편으로!!"                   | 2010년 3월 18일 대한민국 내 방영 : 2010년 11월 5일             | 635      |
| 168        | "사천왕 들국화! 하마돈 VS 토대부기"                | 2010년 4월 1일 대한민국 내 방영 : 2010년 11월 12일             | 636      |
| 169        | "공주님과 토케키스의 포켓몬 콘테스트!"             | 2010년 4월 1일 대한민국 내 방영 : 2010년 11월 17일             | 637      |
| 170        | "토케키스! 하늘에서 화려하게 춤추다!"              | 2010년 4월 15일 대한민국 내 방영 : 2010년 11월 18일            | 638      |
| 171        | "메타몽 변신! 과연 진짜는 누구?!"                  | 2010년 4월 22일 대한민국 내 방영 : 2010년 11월 19일            | 639      |
| 172        | "그랜드 페스티벌, 불꽃과 얼음의 1차심사!"          | 2010년 4월 29일 대한민국 내 방영 : 2010년 11월 24일            | 640      |
| 173        | "맘모꾸리와 파치리스! 얼음 샹들리에를 완성하라!!"  | 2010년 5월 6일 대한민국 내 방영 : 2010년 11월 25일             | 641      |
| 174        | "준결승전! 결승전에 진출할 사람은 누구?"           | 2010년 5월 13일 대한민국 내 방영 : 2010년 11월 26일            | 642      |
| 175        | "사상 최고의 라이벌 대결! 빛나 VS 소망"            | 2010년 5월 20일 대한민국 내 방영 : 2010년 12월 1일             | 643      |
| 176        | "로켓단이여 안녕! 나옹의 슬픈 사랑!"               | 2010년 5월 27일 대한민국 내 방영 : 2010년 12월 2일             | 644      |
| 177        | "최후의 배지! 전진 VS 지우"                        | 2010년 6월 3일 대한민국 내 방영 : 2010년 12월 3일              | 645      |
| 188        | "지우 VS 건오! 과연 빛나의 선택은?!"               | 2010년 6월 10일 대한민국 내 방영 : 2010년 12월 8일             | 646      |
| 179        | "보물사냥꾼 맥과 오뚝군!"                          | 2010년 6월 17일 대한민국 내 방영 : 2010년 12월 9일             | 647      |
| 180        | "신오리그 전야제! 지우의 포켓몬들 모두 집합!"      | 2010년 6월 24일 대한민국 내 방영 : 2010년 12월 10일            | 648      |
| 181        | "신오리그 영란대회 1차전! 지우 VS 시호!"           | 2010년 7월 1일 대한민국 내 방영 : 2010년 12월 15일             | 649      |
| 182        | "신오리그 영란대회 3차전! 진철 VS 용식!"           | 2010년 7월 15일 대한민국 내 방영 : 2010년 12월 16일            | 650      |
| 183        | "공포의 트릭룸! 지우 VS 강평"                      | 2010년 7월 22일 대한민국 내 방영 : 2010년 12월 17일            | 651      |
| 184        | "사상 최강의 라이벌 대결! 지우 VS 진철"            | 2010년 8월 5일 대한민국 내 방영 : 2010년 12월 22일             | 652      |
| 185        | "막상막하 풀배틀! 지우 VS 진철"                    | 2010년 8월 12일 대한민국 내 방영 : 2010년 12월 23일            | 653      |
| 186        | "지우 VS 진철!! 라이벌 대결의 결말!"               | 2010년 8월 19일 대한민국 내 방영 : 2010년 12월 29일            | 654      |
| 187        | "신오리그 준결승전! 다크라이 등장!"                | 2010년 8월 26일 대한민국 내 방영 : 2010년 12월 30일            | 655      |
| 188        | "포켓몬 닥터 웅! 포켓몬을 구하라!"                 | 2010년 9월 2일 대한민국 내 방영 : 2010년 12월 31일             | 656      |
| 189        | "추억은 펄! 우정은 다이아몬드!!"                   | 2010년 9월 9일 대한민국 내 방영 : 2011년 1월 4일 (5기 종방)    | 657      |
| 190 (번외) | "빛나! 새로운 여행을 떠나다!"                      | 2011년 2월 3일 대한민국 내 방영 : 2011년 8월 2일               | 658      |
| 191 (번외) | "회색체육관! 사상 최대의 위기!"                    | 2011년 2월 3일 대한민국 내 방영 : 2011년 8월 2일               | 659      |